# توم بيكمان
توم بيكمان (بالإنجليزية: Tom Beckman)‏ هو لاعب كرة قدم أمريكية أمريكي، ولد في 21 سبتمبر 1950.